# Wojciech Wieczorek
Wojciech Wieczorek (ur. 5 października 1928 w Przemyślu, zm. 7 sierpnia 2012) – polski dziennikarz i dyplomata, były redaktor naczelny miesięcznika „Więź”, ostatni polski ambasador w Niemieckiej Republice Demokratycznej.

## Życiorys
W latach 1949–1953 pracował w krakowskim oddziale dziennika „Słowo Powszechne”, w latach 1954–1955 w tygodniku „Dziś i Jutro”. Od 1960 zatrudniony w redakcji miesięcznika „Więź”, w którym był sekretarzem redakcji (1960–1970), zastępcą redaktora naczelnego (1971–1981) i redaktorem naczelnym (1981–1989). Uczestniczył w konwersatorium „Doświadczenie i Przyszłość”. W okresie wydarzeń sierpniowych w 1980 był sygnatariuszem skierowanego do władz komunistycznych apelu 64 naukowców, literatów i publicystów o podjęcie dialogu ze strajkującymi robotnikami.
Od lipca do października 1989 był ostatnim polskim ambasadorem w Niemieckiej Republice Demokratycznej, następnie do 1991 kierował berlińskim przedstawicielstwem Ambasady RP w Niemczech. Był jednym z organizatorów i członków władz Fundacji Krzyżowej, zasiadał też we władzach Polskiej Fundacji im. Roberta Schumana. Opublikował książki Szkice z prowincji (1968) i Życiorysy pokornych (2007).
W 2008 został odznaczony Krzyżem Oficerskim Orderu Odrodzenia Polski.